# Leniewo

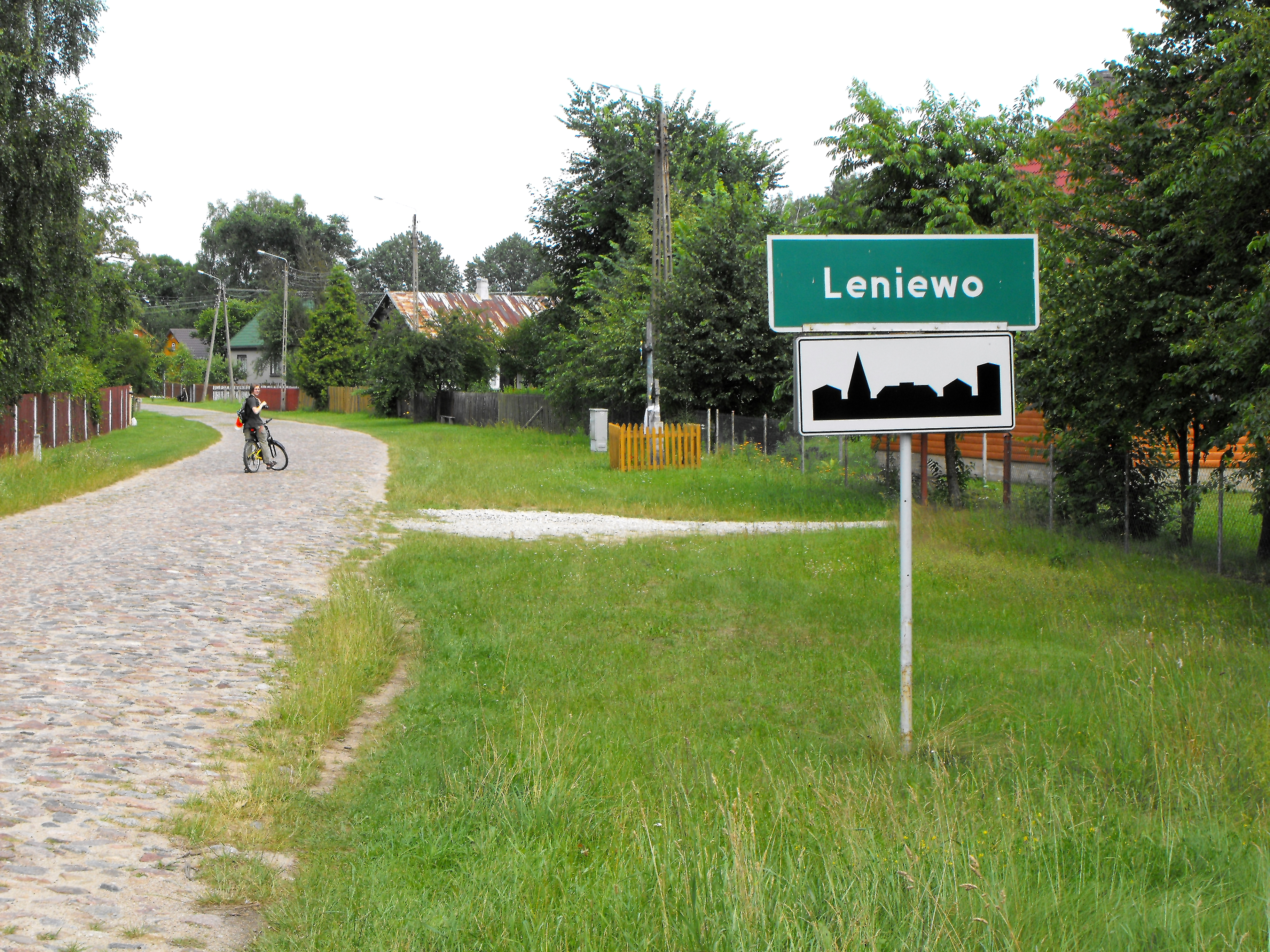
Wjazd do wsi

Leniewo – wieś w Polsce położona w województwie podlaskim, w powiecie hajnowskim, w gminie Czyże. 
W latach 1975–1998 miejscowość administracyjnie należała do województwa białostockiego.
Przez miejscowość przepływa niewielka rzeka Łoknica, dopływ Narwi.
Według Powszechnego Spisu Ludności z 1921 roku wieś zamieszkiwało 157 osób, wśród których 2 było wyznania rzymskokatolickiego, 149 prawosławnego a 6 mojżeszowego. Jednocześnie 11 mieszkańców zadeklarowało polską przynależność narodową, a 146 białoruską. Było tu 36 budynków mieszkalnych.
Wieś w 2011 zamieszkiwało 80 osób.
Prawosławni mieszkańcy wsi należą do parafii św. Antoniego Pieczerskiego w Kuraszewie, a wierni kościoła rzymskokatolickiego do parafii Wniebowzięcia Najświętszej Maryi Panny i św. Stanisława Biskupa i Męczennika w Narwi.

## Historia
Wieś powstała w XV wieku na terenie gospodarstwa Żuka Leniewicza, który pierwszy osiedlił się w tej okolicy.

## Kultura

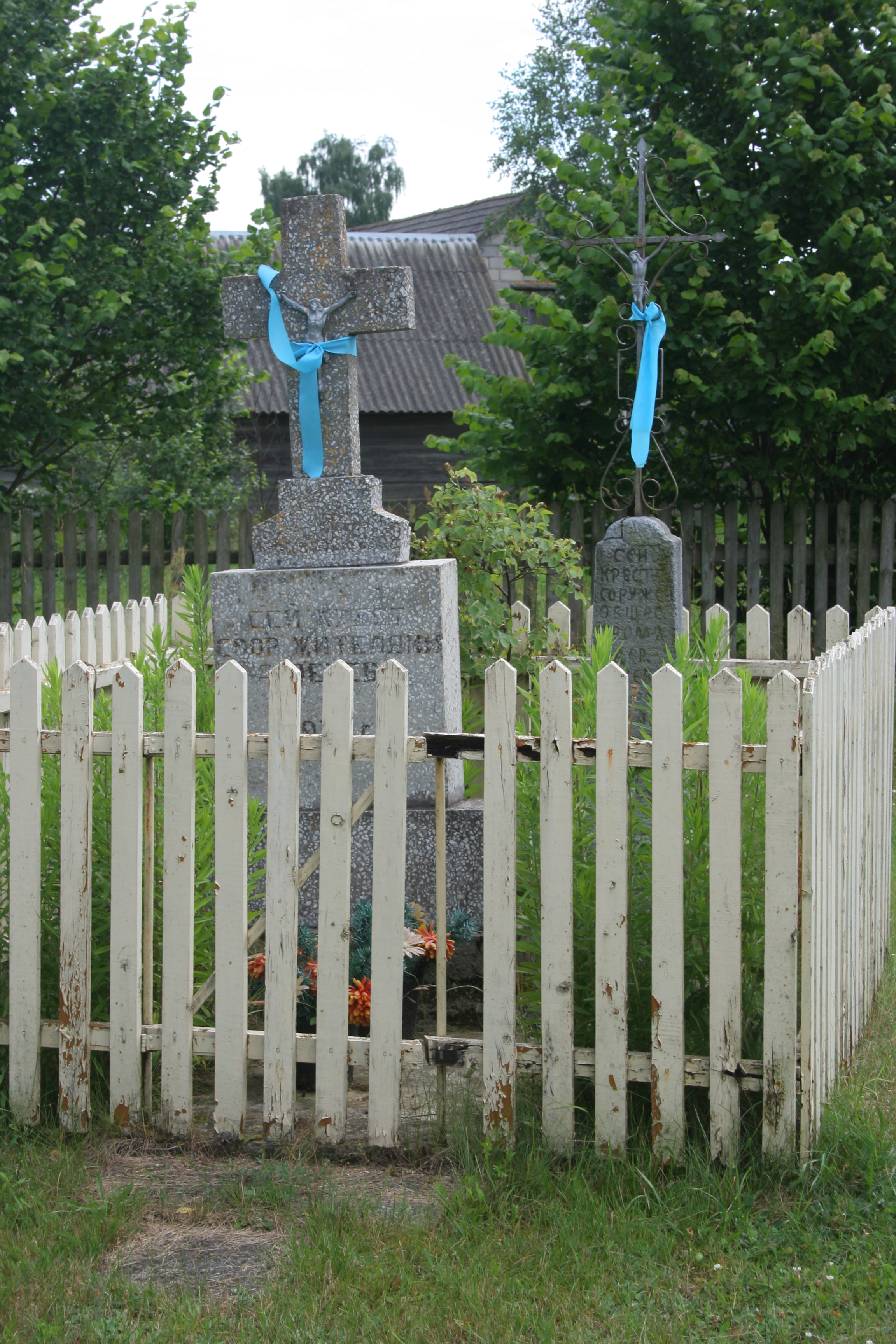
Krzyże przydrożne w Leniewie

W lipcu nad rzeką Łoknicą od 2004 roku odbywa się festyn ludowy „Kupalinka” organizowany przez Urząd Gminy. W tym czasie odbywają się występy lokalnych i zaproszonych zespołów folklorystycznych oraz puszczane są wianki na wodę. Miejscowe gospodynie przyrządzają tradycyjne potrawy takie jak „hopa”, pierożki, chałki, chleb na zakwasie oraz pierogi.

## Dwór w Leniewie
Od co najmniej XVII wieku istniały we wsi zabudowania dworskie należące pod koniec wieku do miecznika Wacława na Jeruzalach Jaruzelskiego herbu Ślepowron, a pod koniec XVIII wieku do Wojciecha Szepietowskiego herbu Ślepowron. Po roku 1800 w pobliżu dworu zbudowano murowaną kaplicę krytą dachówką.Miejsce to określano jako Leniewo Sady.